# Конвой № 7242
Конвой № 7242 — японський конвой часів Другої світової війни, проведення якого відбувалось у листопаді 1943 року.
Вихідним пунктом конвою був атол Трук (Чуук) у центральній частині Каролінських островів, де до лютого 1944 року була головна база японського ВМФ в Океанії та транспортний хаб, що забезпечував постачання до Рабаула (головна передова база в архіпелазі Бісмарка, з якої провадились операції на Соломонових островах та сході Нової Гвінеї) та Східної Мікронезії. Пунктом призначення став інший важливий транспортний хаб Палау на заході Каролінських островів, через який, зокрема, міг відбуватись зв'язок із нафтовидобувними регіонами Індонезії.
До складу конвою увійшли танкери «Хакубасан-Мару» та «Огура-Мару № 3», а охорону забезпечував мисливець за підводними човнами CH-28.
Загін вийшов із бази 24 листопада 1943 року. На підходах до Труку та Паалу традиційно діяли американські підводні човни. Утім, цього разу перехід пройшов без інцидентів, і 29 листопада конвой № 7242 успішно прибув на Палау.
Невдовзі обидва танкери вирушать до нафтовидобувного регіону Борнео у складі конвою № 2515.